# گمینا کلمبوو
گمینا کلمبوو (به لهستانی:  Gmina Klembów) یک گمینا در لهستان است که در شهرستان وووومین واقع شده‌است. گمینا کلمبوو ۸۵٫۷۹ کیلومتر مربع مساحت و ۹٬۴۹۳ نفر جمعیت دارد.